# Paul Pauley
Paul Eugène Louis Marien dit Paul Pauley ou Pauley, né le 18 février 1886 dans le 5e arrondissement de Paris  et mort le 13 mai 1938 dans le 6e arrondissement, est un acteur et chanteur français.

## Biographie
Pauley débute dans le café-concert en 1904 où son embonpoint prête à rire, il chante le répertoire tourlourou. Il enregistre six disques pour la compagnie française du gramophone en 1919.
En 1923, il crée le rôle du père Grenu dans l'opérette Ciboulette de Reynaldo Hahn.
Les critiques l'accusent de ne pouvoir jouer autre chose que des pitreries dans des comédies lourdes, et de chanter des chansons idiotes (avec une incursion dans le répertoire de Dranem). D'après André Antoine, « Les auteurs, le directeur [du théâtre] et sans doute lui-même ont abusé de son obésité ». En 1928, il crée sur scène le rôle de Régis de Castel-Bénac dans Topaze de Marcel Pagnol. La subtilité de son jeu est alors reconnue et, lorsqu'un critique s'étonne « qu'il ait caché si longtemps son talent en régalant le public de pitreries, il répond [qu'il] joue les rôles qu'on [lui] donne, et lorsqu['il a] fait des pitreries, c'est parce qu'il n'y avait rien d'autre à faire ».
Très cultivé et fin bibliophile, il joue des vaudevilles avec une grande finesse, et Colette remarque dans une de ses chroniques sur les spectacles : « Paradoxalement à son physique, lorsqu'il joue, il est léger comme une montgolfière ».
En 1931, il imite Lucienne Boyer, le public hurle de rire. La même année, il reprend à l'écran le rôle qu'il a joué sur scène dans Le Blanc et le Noir de Sacha Guitry, et l'année suivante (1932), il interprète à nouveau le rôle de  Régis de Castel-Bénac dans la version filmée deTopaze, aux côtés de Louis Jouvet. Dans d'autres films, « les réalisateurs usent à outrance des effets comiques de son obésité ».
Il enregistre quelques disques chez Polydor entre 1931 et 1933.  En 1936, il participe à l'une des toutes premières émissions de la télévision française en compagnie de la tyrolienne Esther Kiliz.
Mort à 52 ans d'un œdème pulmonaire, Paul Pauley était marié depuis juin 1906 à l'artiste lyrique Victorine dite Jane Fournier dont il avait légitimé la fille . Il repose dans le cimetière de Mortcerf (Seine-et-Marne) où il possédait une maison de campagne.
A l'initiative de sa veuve, la dispersion de la bibliothèque de Pauley se déroulera à l'Hôtel Drouot en trois vacations les 20, 21 et 22 février 1939. La vente, suivie par de nombreux bibliophiles,, rapportera environ 245.000 francs à la succession.

## Distinction
- Officier d'Académie (arrêté ministériel du 10 février 1938)[14].

## Filmographie
- 1921 : Asmodée à Paris de Pierre Chaudy
- 1924 : Le Comte Kostia de Jacques Robert : le pope Alexis
- 1927 : La Ronde infernale de Luitz Morat
- 1930 : Amies de pension - court métrage -
- 1930 : Le Sexe fort (court métrage)
- 1931 : Le Blanc et le Noir de Robert Florey
- 1931 : Un homme en habit de René Guissart et Robert Bossis : le valet de chambre
- 1931 : Rien que la vérité de René Guissart
- 1931 : Dépannage de René Guissart - court métrage -
- 1931 : Le Mille pattes de Jean de Marguenat - court métrage -
- 1931 : Pas d'histoire de Louis Mercanton - court métrage -
- 1931 : La Peur des histoires - court métrage -
- 1931 : Popaul veut dormir de Louis Mercanton - court métrage -
- 1931 : Le Terrain pétrolifère d'André E. Chotin
- 1932 : Topaze de Louis Gasnier : Régis Castel-Bénac
- 1932 : Les As du turf de Serge de Poligny
- 1932 : Rothchild de Marco de Gastyne
- 1932 : Heure d'été de Robert Bossis
- 1932 : Criez-le sur les toits de Karl Anton
- 1932 : Maquillage de Karl Anton
- 1932 : Une étoile disparait de Robert Villers
- 1932 : Histoires de rire de Jean Boyer (court métrage) dans le sketch : Ce sont des choses qui n'arrivent jamais
- 1932 : Ta femme te trompe de Robert Bossis - court métrage -
- 1933 : Étienne de Jean Tarride : César Poustiano
- 1934 : Prince de minuit de René Guissart
- 1934 : L'École des contribuables de René Guissart :
- 1934 : L'Affaire Coquelet de Jean Gourguet
- 1934 : Ces messieurs de la noce de Germain Fried - court métrage -
- 1934 : Dîner de gala aux ambassadeurs de Sacha Guitry - court métrage -
- 1934 : L'Hôtel des détectives de Jean Delannoy
- 1934 : Une cliente pas sérieuse de René Gaveau - court métrage -
- 1934 : La Moule de Jean Delannoy - court métrage -
- 1935 : Sacré Léonce de Christian-Jaque
- 1935 : Et moi j'te dis qu'elle t'a fait de l'œil de Jack Forrester
- 1935 : Parlez-moi d'amour de René Guissart : Le duc de Rocheterre
- 1935 : La Famille Pont-Biquet de Christian-Jaque
- 1935 : La Petite Sauvage de Jean de Limur
- 1935 : Un gros timide - court métrage -
- 1935 : Léonie est en avance de Jean-Pierre Feydeau - court métrage -
- 1935 : Mon curé fait des miracles d'Albert Dupont
- 1936 : On ne roule pas Antoinette de Paul Madeux
- 1936 : Les Maris de ma femme de Maurice de Canonge
- 1936 : Œil de lynx, détective de Pierre-Jean Ducis
- 1936 : Au son des guitares de Pierre-Jean Ducis
- 1936 : Le Faiseur d'André Hugon
- 1936 : La Petite Dame du wagon-lit de Maurice Cammage
- 1936 : Une femme qui se partage de Maurice Cammage
- 1936 : Titres exceptionnels de Hubert Bourlon - court métrage -
- 1937 : Mon député et sa femme de Maurice Cammage
- 1937 : Chipée de Roger Goupillières
- 1937 : Un coup de rouge de Gaston Roudès
- 1937 : Ma petite marquise de Robert Péguy
- 1937 : Monsieur Bégonia d'André Hugon : M. Merchant
- 1937 : Neuf de trèfle de Lucien Mayrargue
- 1937 : Le Vertige de Paul Schiller
- 1937 : Un grand amour de Beethoven d'Abel Gance
- 1938 : La Belle de Montparnasse de Maurice Cammage
- 1938 : La Rue sans joie d'André Hugon

## Théâtre
- 1921 : Si que je s'rai roi revue de Rip et Gignoux, Théâtre des Capucines
- 1922 : La Belle Angevine de Maurice Donnay et André Rivoire, Théâtre des Variétés
- 1923 : Ciboulette de Robert de Flers et Francis de Croisset, Théâtre des Variétés : le père Grenu
- 1923 : Un jour de folie d'André Birabeau, Théâtre des Variétés : Beauquesne
- 1927 : Un miracle de Sacha Guitry, Théâtre des Variétés
- 1928 : Topaze de Marcel Pagnol, Théâtre des Variétés : Régis Castel-Bénac
- 1932 : Mademoiselle de Jacques Deval, Théâtre Saint-Georges : Lucien Galvoisier
- 1932 : Aurélie de Germaine Lefrancq, Théâtre des Variétés : Castillat
- 1933 : Le Malade imaginaire de Molière, Théâtre Antoine : Argan
- 1933 : Lundi 8 heures de George S. Kaufman et Edna Ferber, mise en scène Jacques Baumer, Théâtre des Ambassadeurs
- 1934 : Mon crime de Georges Berr et Louis Verneuil, Théâtre des Variétés
- 1934 : La Revue des Variétés revue de Rip, mise en scène Edmond Roze, Théâtre des Variétés
- 1935 : Hommage des acteurs à Pirandello : L'Homme, la bête et la vertu de Luigi Pirandello, Théâtre des Mathurins
- 1935 : Le Malade imaginaire de Molière, Théâtre du Vieux-Colombier
- 1935 : Trois hommes sur un cheval de Jean de Letraz, mise en scène Lucien Rozenberg, théâtre Sarah-Bernhardt
- 1937 : V'la le travail revue de Rip, Théâtre des Nouveautés